# 23街 (曼哈頓)

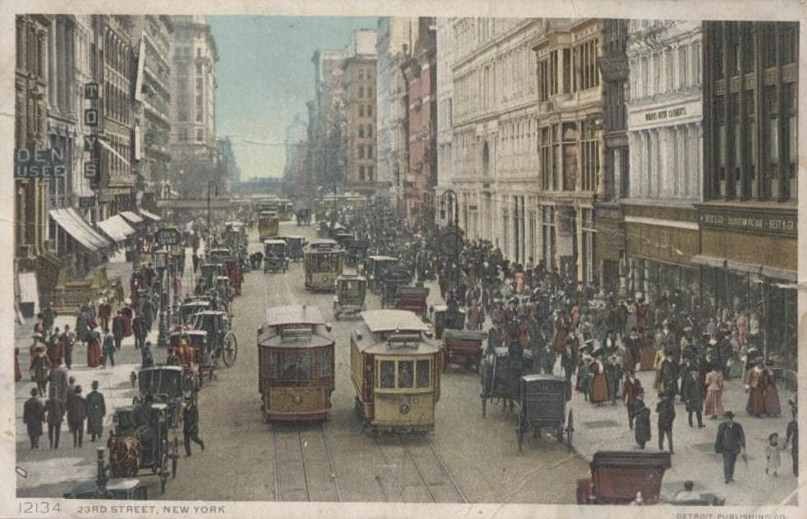
這張明信片畫中為1907年時23街的街景。

23街是横贯美国紐約州纽约市曼哈頓的一条主要街道，為曼哈頓格子式街道計畫中少數能双向通行的街道。23街以第五大道为界（交汇于麦迪逊广场公园），分为东23街與西23街。自1999年起，麥迪遜廣場公園附近23街以北的區域被稱為NoMAd，取英文麥迪遜廣場公園北方之意（NOrth of MADison square park）.。23街現在從東河到第十一大道結束，過去曾經可以一直通到哈德遜河畔。

## 西23街
西23街為哈德遜河到第五大道的段落。西23街貫穿雀兒喜區。十九世紀後期西23街位於雀兒喜的路段有著許多著名的劇院，例如皇宮歌劇院（Opera House Palace）、派克歌劇院（Pike's Opera House）、與普洛克特劇院（Proctor's Theater），是當時美國劇院的指標，其意義就如今日的百老匯一般。二十世紀初期其西端為位於雀兒喜碼頭北邊的63號碼頭帕翁尼亞渡船口（Pavonia Ferry），亦造就了西23街雀兒喜區的繁榮。在百老匯大道上的帝國劇院（The Empire）開幕也象徵百老匯劇院區逐漸取代位於西23街的雀兒喜劇院區的地位。雀兒喜旅館位於西23街第七與第八大道中間的路段，於1884年建成，是紐約市第一個合作公寓大樓，一直到1902年皆為紐約最高的大樓。

## 東23街

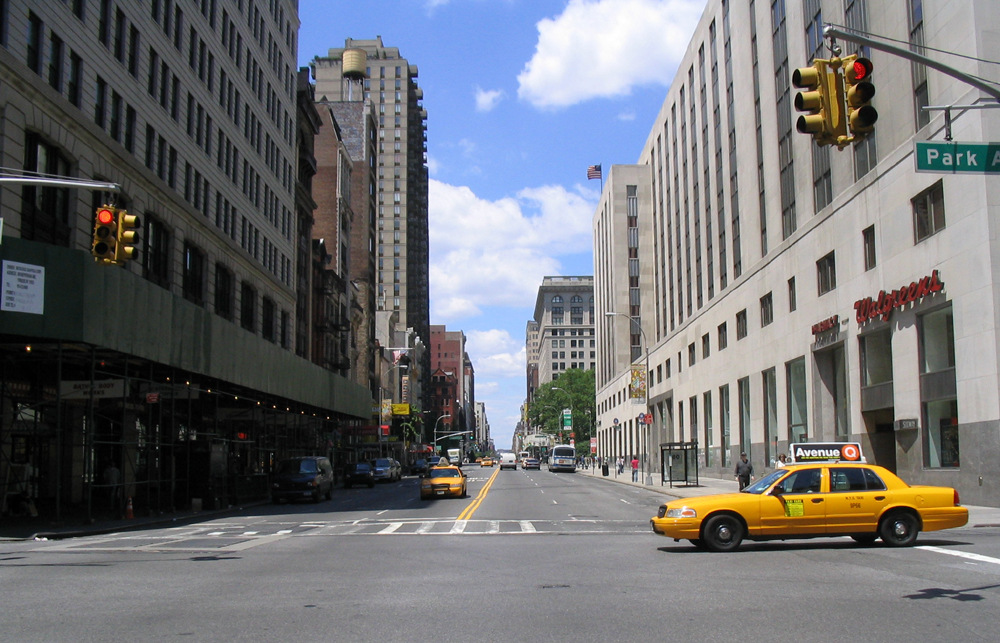
自公園大道向西看去的东23街街景。照片右後方的樹為麥迪遜廣場公園。

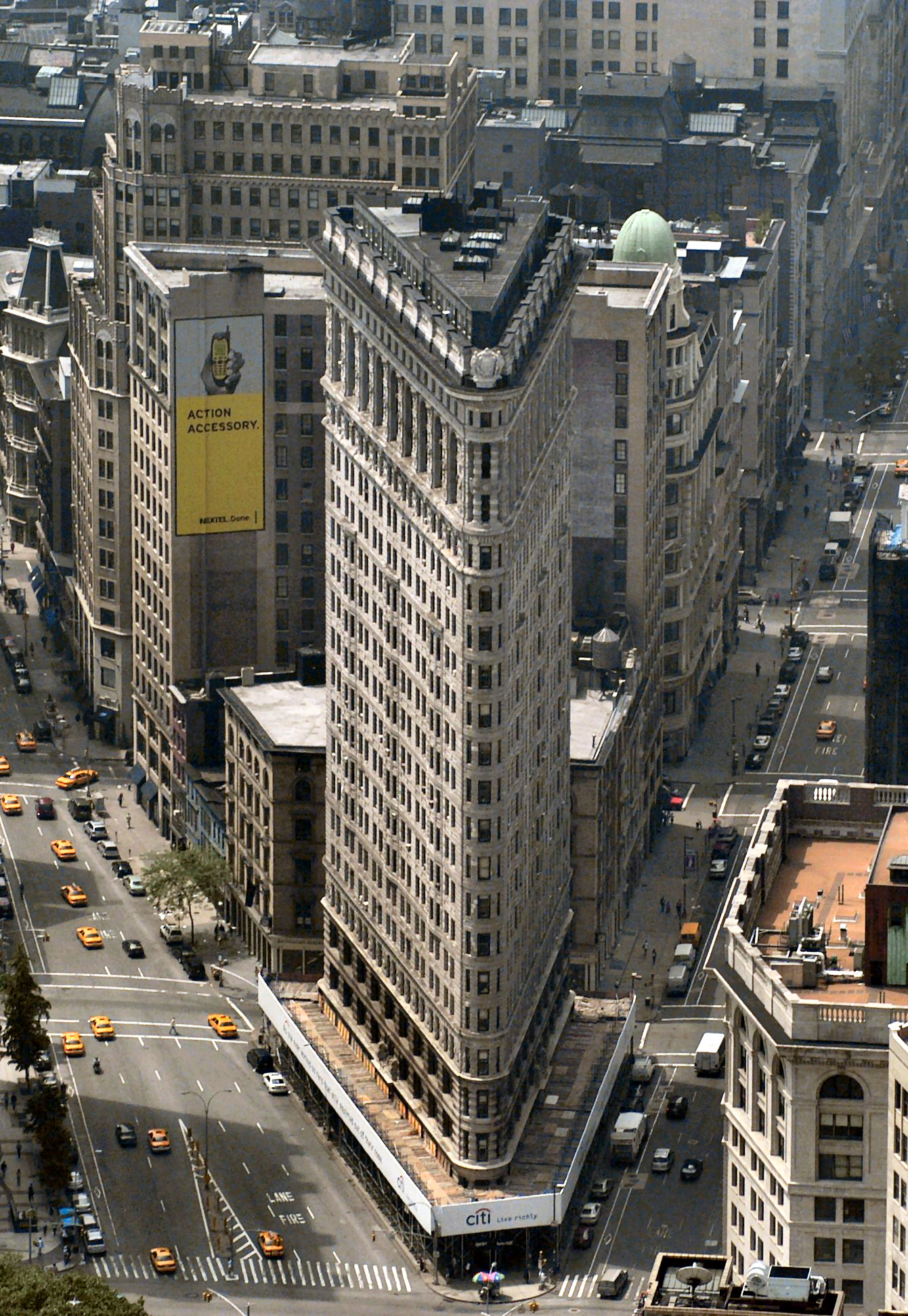
位於23街（前）與百老匯大道（左）與第五大道（右）交接處的熨斗大廈。

東23街為第五大道至東河（羅斯福快速道路）。東23街為葛萊姆西公園區（Gramercy Park）的主要道路。大都會人壽保險的總部就位於東23街與麥迪遜大道的交接口。大都會人壽位於麥迪遜大道1號的大樓為曼哈頓最早的摩天大樓之一，上面的鐘為其特色；麥迪遜大道11號大樓原本設計的比現在還要高，但是因為經濟大蕭條的緣故，大都會人壽只好縮減大樓高度，但是其裝飾風藝術設計仍是非常精美。
1966年10月17日東23街發生了一場大火災，兩棟樓房遭祝融之災，十二名消防員命喪火場。二十三街火災（23rd Street Fire）為911事件之前紐約消防史上消防員死傷最嚴重的一場火災。東23街與百老匯大道交叉口為著名的熨斗大廈所在地。

## 公共運輸
所有經過23街的紐約地鐵路線皆有在23街設慢車停靠站：
- N與R在BMT百老匯線上的23街車站
- A、C、與E在IND第八大道線上的23街車站
- F與M在IND第六大道線上的23街車站
- 1與2在IRT百老匯-第七大道線上的23街車站
- 6在IRT萊辛頓大道線上的23街車站

紐新航港局過哈德遜河捷運在23街也有設站。紐約市公車的M23行經23街全線。

## 交叉道路
- 罗斯福快速道路
- 第一大道
- 第二大道
- 第三大道
- 莱辛顿大道
- 公园大道
- 麦迪逊大道
- 第五大道與百老汇大道－西23街和东23街分界
- 第六大道
- 第七大道
- 第八大道
- 第九大道
- 第十大道
- 第十一大道
- 西侧高速公路－十一大道以西的23街路段禁止車輛通行